# Koziułka warzywna
Koziułka warzywna, komarnica warzywna, koziułkowiec (Tipula oleracea) – gatunek owada z rodziny koziułkowatych, nieszkodliwy dla ludzi (choć często mylony z komarem widliszkiem). Występuje na glebach podmokłych i wilgotnych, gdzie wyrządza szkody przez podgryzanie korzeni i młodych roślin. Pod postacią imago żyje od 4 do 6 dni.
Gatunek rodzimy dla Europy Środkowej i Południowej, zawleczony do nearktycznej Ameryki Północnej.

## Charakterystyka
Dorasta do 25–26 mm długości. Postać wysmukła w kolorze żółtawo-popielatym. Wzdłuż grzbietu przebiegają brunatne linie. Czułki nitkowate, 13-członowe. Cienkie odnóża kroczne, koloru rdzawego.
Larwy wielkości do 30 mm, beznogie, barwy ziemistoszarej o kształcie walcowatym. Okres zimy larwy spędzają w glebie.
Muchówki te latają w okresie kwiecień–czerwiec oraz od sierpnia do października. W tym okresie w locie składają swe jaja na pobliskich niskich roślinach lub bezpośrednio na ziemię. Larwy pojawiają się i żerują w okresie maj–lipiec i sierpień–kwiecień.
Zwalczanie tego owada polega na osuszaniu gleby oraz wymieszaniu specjalnych środków chemicznych z ziemią.